# Stadskanaal (gemeente)

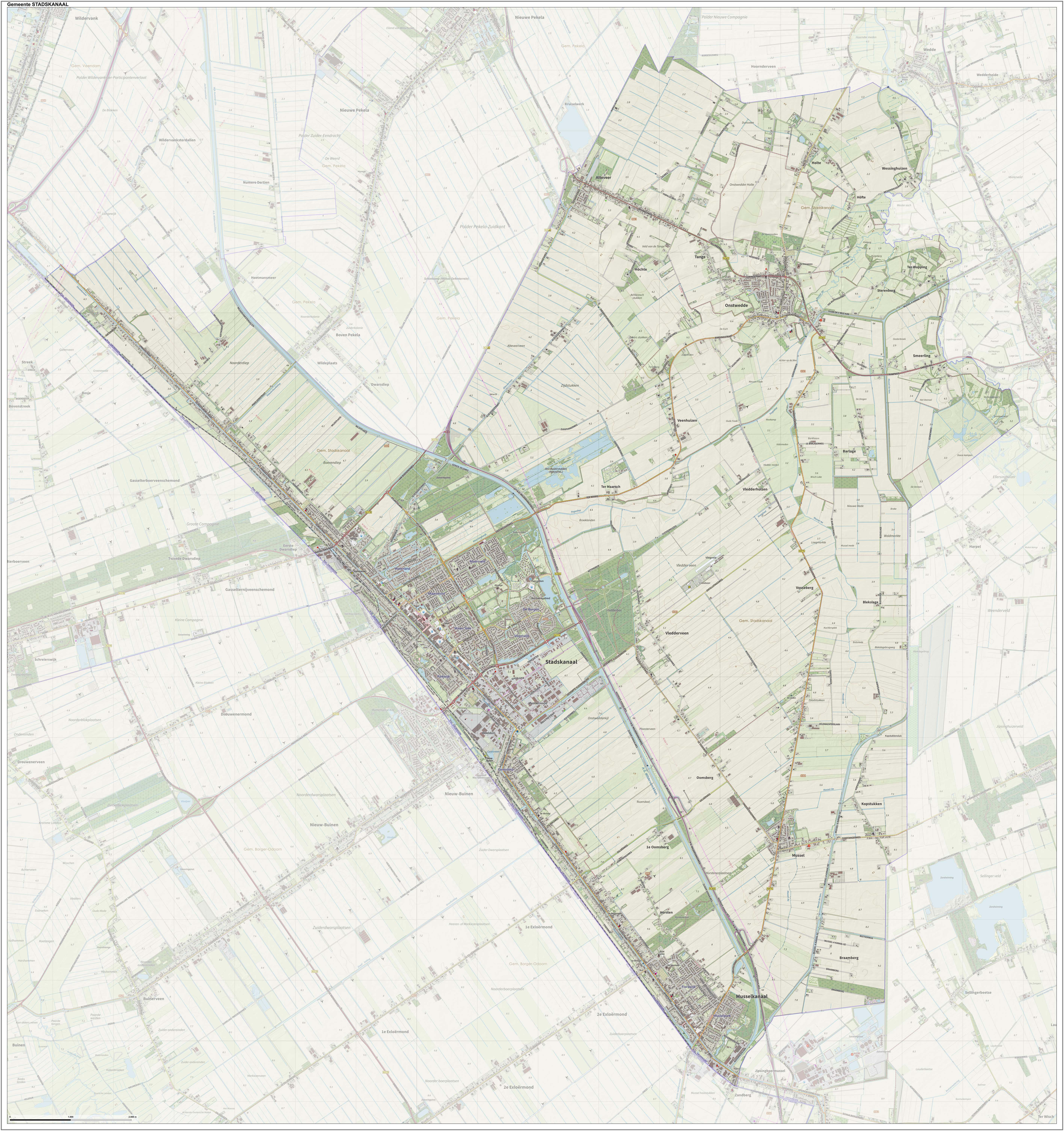
Topografische gemeentekaart van Stadskanaal, september 2023

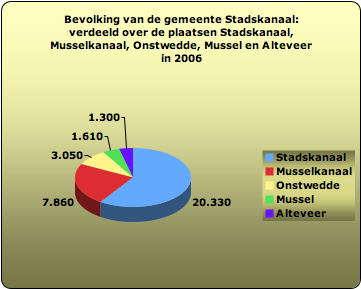
Grafiek gebaseerd op gegevens van het CBS

Stadskanaal (uitspraakⓘ) (Gronings: Knoal) is een gemeente in het noorden van Nederland, in de provincie Groningen. De gemeente telde op 1 januari 2024 31.993 inwoners (bron: CBS) en beslaat een oppervlakte van 120 km² (waarvan 0,87 km² water).
De gemeente Stadskanaal ontstond op 1 januari 1969 door de samenvoeging van de voormalige gemeente Onstwedde met een deel van de voormalige gemeente Wildervank.

## Indeling
|                                                                              |  |  |                                                                                             |
| Gemeentegrenzen Wijkgrenzen Buurtgrenzen Autosnelweg Secundaire weg Spoorweg |  |  | ██ Geselecteerde gemeente ██ Bebouwd gebied ██ Bos of park ██ Binnenwater, rivier of kanaal |

In de gemeente Stadskanaal liggen onder meer de volgende plaatsen: Alteveer (gedeeltelijk), Barlage, Blekslage, Braamberg, Ceresdorp, Höchte, Holte, Horsten, Kopstukken, Mussel, Musselkanaal, Onstwedde, Oomsberg, Smeerling, Stadskanaal, Sterenborg, Tange, Ter Maarsch, Ter Wupping, Veenhuizen, Vledderhuizen, Vledderveen, Vosseberg en Wessinghuizen.

### Aangrenzende gemeenten
| Aangrenzende gemeenten | Aangrenzende gemeenten | Aangrenzende gemeenten | Aangrenzende gemeenten | Aangrenzende gemeenten |
| ---------------------- | ---------------------- | ---------------------- | ---------------------- | ---------------------- |
| Veendam                |                        | Pekela                 |                        |                        |
|                        |                        |                        |                        |                        |
| Aa en Hunze (Dr)       | Westerwolde            |                        |                        |                        |
|                        |                        |                        |                        |                        |
| Borger-Odoorn (Dr)     |                        |                        |                        |                        |

## Bevolkingsontwikkeling
De gemeente Stadskanaal heeft een bevolking die redelijk stabiel schommelt tussen de 32.000 en 34.000 inwoners.
- 1970 - 32.829
- 1975 - 34.069
- 1980 - 33.995
- 1985 - 34.016
- 1990 - 32.979
- 1995 - 32.975
- 2000 - 33.097
- 2005 - 33.804
- 2010 - 33.416
- 2013 - 32.885
- 2016 - 32.621
- 2019 - 31.801
- 2020 - 31.581
- 2022 - 31.928

(Bron: CBS)

## Openbaar vervoer
Stadskanaal is een regionaal knooppunt voor het openbaar vervoer, waar de volgende buslijnen samenkomen:
| Lijn | Route | Vervoerder |
| ---- | --- | ---------- |
| 14   | Stadskanaal - Alteveer - Onstwedde - Smeerling - Vlagtwedde - Veele - Wedde - Weddermeer - Blijham - Winschoten                   | Qbuzz      |
| 24   | Assen - Rolde - Papenvoort - Borger - Buinen - Buinerveen - Nieuw Buinen - Stadskanaal - Nieuwe Pekela - Oude Pekela - Winschoten | Qbuzz      |
| 71   | Veendam - Wildervank - Bareveld - Stadskanaal                                                                                     | Qbuzz      |
| 73   | Stadskanaal - Musselkanaal - Ter Apelkanaal - Ter Apel - Nieuw Weerdinge - Weerdinge - Emmen                                      | Qbuzz      |
| 74   | Stadskanaal - Musselkanaal - Valthermond - Valthe - Klijndijk - Emmen                                                             | Qbuzz      |
| 75   | Stadskanaal - Musselkanaal - Tweede Exloërmond - Exloo - Odoorn - Klijndijk - Emmen                                               | Qbuzz      |
| 107  | Stadskanaal - Bareveld - Annerveenschekanaal - Kielwindeweer - Hoogezand - Groningen                                              | Qbuzz      |
| 173  | Stadskanaal - Ter Apel - Emmen | Qbuzz      |
| 312  | Q-liner: Groningen - Gieten - Gasselte - Stadskanaal                                                                              | Qbuzz      |
| 512  | Stadskanaal - Sellingen | De Grooth  |

## Cultuur
- Theater Geert Teis

### Monumenten
In de gemeente zijn er een aantal rijksmonumenten, gemeentelijke monumenten en oorlogsmonumenten, zie:
- Lijst van rijksmonumenten in Stadskanaal (gemeente)
- Lijst van gemeentelijke monumenten in Stadskanaal
- Lijst van oorlogsmonumenten in Stadskanaal

### Kunst in de openbare ruimte

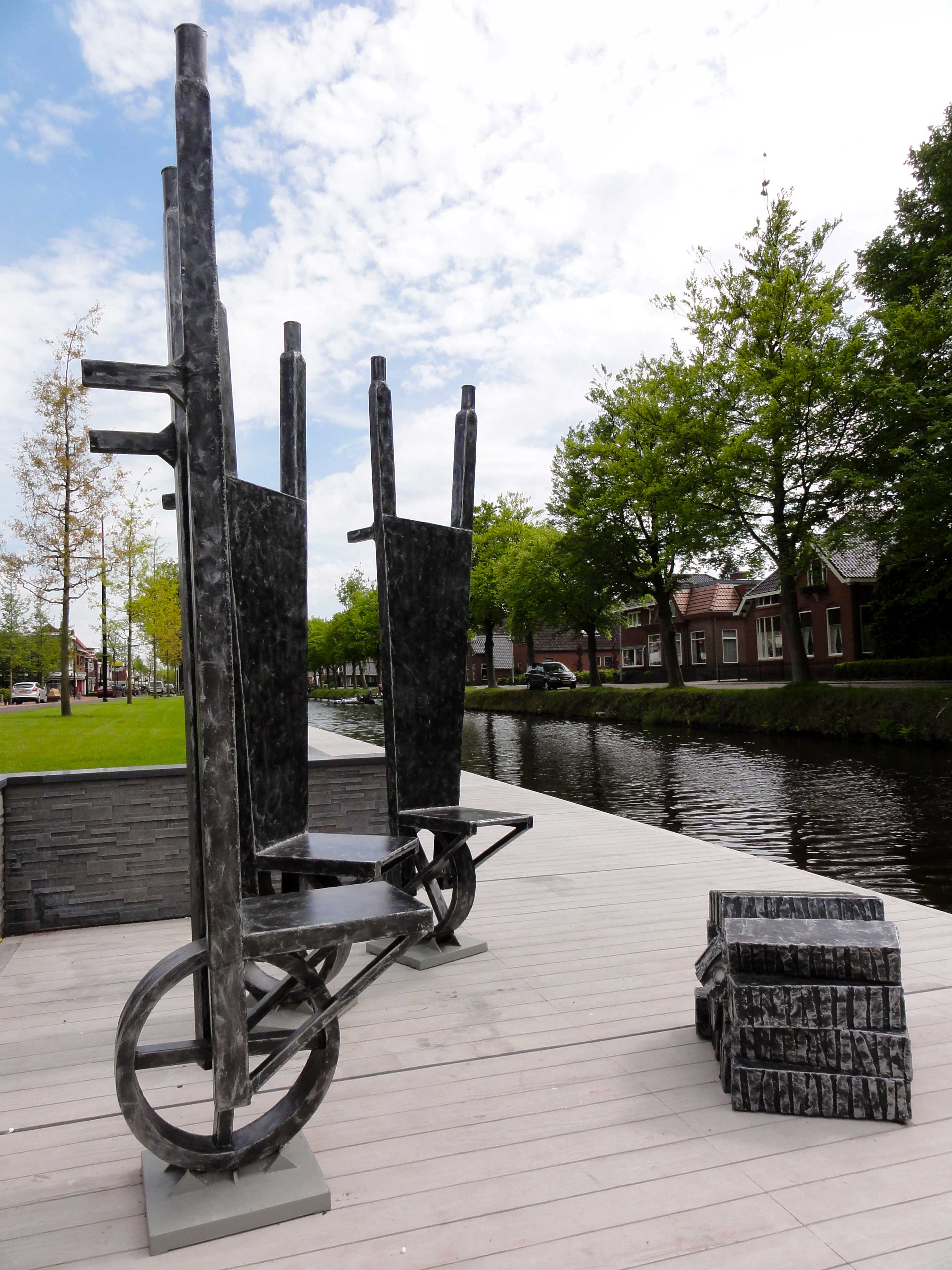
Een van de kunstwerken in Stadskanaal door Hans Mes

In de gemeente zijn diverse beelden, sculpturen en objecten geplaatst in de openbare ruimte, zie:
- Lijst van beelden in Stadskanaal

### Media
Lokale omroep: Vanaf 1991 tot eind mei 2005 was dit de LOK. Vanaf 4 oktober 2005 is dit overgegaan in Stichting Lokale Omroep Stadskanaal, RTV Stadskanaal. In 2016 ging deze omroep samen met RTV Parkstad (Veendam) en heet sindsdien RTV1. 
Iedere woensdag verschijnen er (gratis) huis aan huis twee lokale kranten, onder de naam Kanaalstreek en de Nieuwsbode.

## Politiek

### Gemeenteraad
Behaalde zetels per partij bij de gemeenteraadsverkiezingen vanaf 2006:
| Partij           | 2006 | 2010 | 2014 | 2018 | 2022 |
| ---------------- | ---- | ---- | ---- | ---- | ---- |
| ChristenUnie     | 4    | 4    | 4    | 5    | 5    |
| CDA              | 5    | 6    | 5    | 5    | 4    |
| Lokaal Betrokken | -    | -    | -    | 1    | 3    |
| PvdA             | 10   | 7    | 4    | 3    | 3    |
| SP               | -    | 1    | 5    | 4    | 3    |
| Gemeentebelangen | 2    | 2    | 3    | 2    | 2    |
| VVD              | 2    | 2    | 1    | 2    | 2    |
| D66              | -    | 1    | 1    | 1    | 1    |
| Totaal           | 23   | 23   | 23   | 23   | 23   |

Bron: gemeente Stadskanaal

### College van B en W
Het college van burgemeester en wethouders bestaat voor de periode 2022-2026 uit de volgende personen:
| College van burgemeester en wethouders | College van burgemeester en wethouders | College van burgemeester en wethouders |
| -------------------------------------- | -------------------------------------- | --- |
| Burgemeester                           | Klaas Sloots (GroenLinks)              | - Bestuur en (regionale) samenwerking: bestuurlijke coördinatie, coördinatie versterking lokale democratie, (regionale) bestuurlijke samenwerking, strategische toekomstagenda (oost-)Groningen, stedenband, kabinetszaken en representatie, communicatie en persrelaties, burgerzaken - Integrale veiligheid: integraal veiligheidsbeleid, openbare orde en veiligheid, integriteitsbeleid, ondermijning, rampenbestrijding en crisismanagement, politie, brandweer, HALT - Economie: economisch beleid, bedrijventerreinen, agenda voor de Veenkoloniën, internationale economische contacten, spoorverbinding Veendam-Stadskanaal / Nedersaksenlijn / Transferium / Innovatiehub / Mercurius Business Park, agrarische zaken - Organisatie en Dienstverlening: doorontwikkeling dienstverlening, organisatieontwikkeling en HRM-beleid, informatisering beleid, informatiebeveiliging, juridische zaken en rechtsbescherming |
| Wethouders                             | Ingrid Sterenborg-Kooij (ChristenUnie) | - Eerste locoburgemeester - Klimaat en duurzaamheid: klimaat- en duurzaamheidsbeleid, regionale adaptatiestrategie, energietransitie / regionale energiestrategie, duurzame energie en energiebesparing - Mobiliteit: openbaar vervoer, publiek vervoer - Vluchtelingen en inburgering: statushouders, asielzoekerscentrum, inburgering - Jeugd: jeugdzorg, jeugdwelzijn, centrum jeugd gezin en veiligheid - Educatie: lokaal onderwijs, volwasseneneducatie, leerplicht, kinder- en peuteropvang, voorschoolse educatie, onderwijshuisvesting, geletterdheid en digitalisering |
| Wethouders                             | Jur Mellies (Lokaal Betrokken)         | - Tweede locoburgemeester - Werk en inkomen: uitvoering Participatiewet, Trainings- en Diagnosecentrum, arbeidsmarktbeleid, werkvoorzieningsschap Wedeka, inkomensvoorzieningen, armoedebestrijding en schuldhulpverlening - Welzijn: inclusiviteitsbeleid, buurtwerk, ouderen, algemeen maatschappelijk werk inclusief vrijwilligerswerk - Volksgezondheid en zorg: volksgezondheid, Refaja ziekenhuis, verslavingszorg, Wet maatschappelijke ondersteuning, begeleid wonen, gehandicaptenzorg |
| Wethouders                             | Egbert Hofstra (PvdA)                  | - Derde locoburgemeester - Ruimte en wonen: ruimtelijke ordening, omgevingswet/omgevingsvisie/omgevingsplan, regionaal Woon- en Leefbaarheidsplan, volkshuisvesting, stads- en dorpsvernieuwing, grondexploitatie, monumentenzorg en cultureel erfgoed, verkeersveiligheid, begraafplaatsen, speelplaatsen, gemeentelijk vastgoed en accommodaties - Omgeving en natuur: plattelands- en landschapsontwikkeling, openbaar groen, water en wegen, natuurontwikkeling en beheer - Cultuur: stimulering kunst en cultuur inclusief vorming, museale zaken, Theater Geert Teis, bibliotheken, RTV1 |
| Wethouders                             | Goedhart Borgesius (VVD)               | - Vierde locoburgemeester - Financiën: coördinatie (meerjaren) begroting, bestuursrapportages en jaarstukken, financiering en belegging, belastingen en leges - Milieu en handhaving: milieubeleid en beheer, water en riolering, afval, bodem, geluidshinder, vergunningverlening, toezicht en handhaving - Sport en bewegen: Sportbeleid, sportevenementen, binnen- en buitensportaccommodaties, zwembaden, sportbegeleiding en ondersteuning - Detailhandel: markten, winkeliers, horeca - Toerisme en recreatie: toeristisch beleid, route infrastructuur en route netwerken, branding en regiomarketing, toeristische bedrijvigheid |
| Gemeentesecretaris                     | Gert-Jan van der Zanden                | - Eerste adviseur van het college en de schakel tussen het bestuur en de ambtelijke organisatie - Directeur van de ambtelijke organisatie |

### Stedenbanden
Stadskanaal onderhoudt een stedenband met het Duitse Lilienthal.

## Werkloosheid

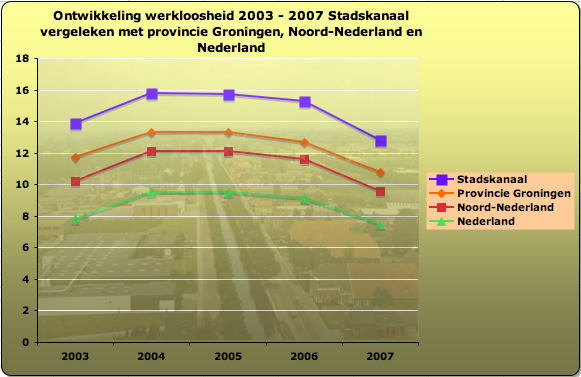
Werkloosheid in de periode 2003 t/m 2007: Niet werkende werkzoekenden als percentage van de totale beroepsbevolking.

Ontwikkeling werkloosheid in de periode 2003 t/m 2007:
| Jaar | Nederland | Noord-Nederland | Provincie Groningen | Stadskanaal |
| ---- | --------- | --------------- | ------------------- | ----------- |
| 2003 | 7,8       | 10,2            | 11,7                | 13,9        |
| 2004 | 9,5       | 12,1            | 13,3                | 15,8        |
| 2005 | 9,5       | 12,1            | 13,3                | 15,7        |
| 2006 | 9,1       | 11,6            | 12,7                | 15,3        |
| 2007 | 7,5       | 9,6             | 10,8                | 12,8        |

(bron: provincie Groningen - Centrum voor Arbeid en Beleid)
Dorpen:
Alteveer (deels) · Ceresdorp · Kopstukken · Mussel · Musselkanaal · Onstwedde · Smeerling · Stadskanaal

Gehuchten: Barlage · Blekslage · Braamberg · Höchte · Horsten · Sterenborg · Ter Wupping · Vledderhuizen · Vledderveen · Vosseberg

Buurtschappen: Höfte · Holte · Oomsberg · Tange · Ter Maarsch · Veenhuizen · Wessinghuizen

Kanalen: Stadskanaal · Musselkanaal · Mussel-Aa-kanaal      Bos: Dr. Hommesbos

Groningen: Steden en dorpen      Nederland: Provincies · Gemeenten
Eemsdelta · Groningen · Het Hogeland · Midden-Groningen · Oldambt · Pekela · Stadskanaal · Veendam · Westerkwartier · Westerwolde

Steden en dorpen · Voormalige gemeenten · Nederland: Provincies · Gemeenten